# آمیل استات
آمیل استات (به انگلیسی: Amyl acetate) با فرمول شیمیایی C۷H۱۴O۲ یک ترکیب شیمیایی با شناسه پاب‌کم ۱۲۳۴۸ است. که جرم مولی آن ۱۳۰٫۱۹ g/mol می‌باشد.